# Future-se
Future-se ou Programa Institutos e Universidades Empreendedoras e Inovadoras é um programa do Ministério da Educação lançado em 17 de julho de 2019.  O programa se divide em Gestão, Governança e Empreendedorismo, os seus três eixos.

## Objetivos
O programa tem como objetivos aumentar a autonomia financeira, administrativa e de gestão das universidades e dos institutos federais por meio do fomento ao empreendedorismo capitalista, à captação de recursos próprios, à exploração de patentes e à geração de startups.

## História
Ao programa lançado em 17 de julho de 2019, o ministro da Educação, Abraham Weintraub, definiu como “...a maior revolução na área de ensino no país nos últimos 20 anos".   Future-se entrou em duas consultas públicas ao longo de 2019 para de ouvir a população e especialistas em educação.